# Alekseevøya
Aleksejevøya, ou Alekseevøya, est une île du Svalbard située au nord de l'île Barentsøya. Seuls quelques mètres la séparent de celle-ci. L'île fait partie de la Réserve naturelle de Søraust-Svalbard.